# Gariadhar
Gariadhar é uma cidade e um município no distrito de Bhavnagar, no estado indiano de Guzerate.

## Geografia
Gariadhar está localizada a 21° 32′ N, 71° 35′ L. Tem uma altitude média de 83 metros (272 pés).

## Demografia
Segundo o censo de 2001, Gariadhar tinha uma população de 30,520 habitantes. Os indivíduos do sexo masculino constituem 52% da população e os do sexo feminino 48%. Gariadhar tem uma taxa de alfabetização de 65%, superior à média nacional de 59.5%: a literacia no sexo masculino é de 73% e no sexo feminino é de 56%. Em Gariadhar, 15% da população está abaixo dos 6 anos de idade.